# Lycée Descartes (Rabat)
Pour les articles homonymes, voir Lycée Descartes.
Le lycée Descartes est un établissement d'enseignement secondaire et supérieur géré par l'Agence pour l'enseignement français à l'étranger, situé à Rabat (Maroc) et rattaché à l'académie de Bordeaux (France). Il a pour «ancêtre» le premier établissement secondaire français au Maroc: le lycée Gouraud, édifié en 1919, pendant la période du Protectorat ( qui est devenu le lycée public marocain Hassan II).
Ce «lycée», qui a ouvert en octobre 1963 à l'Agdal, non loin de l'ancien lycée Gouraud, est l'un des plus grands établissements d'enseignement francophones du Maroc. Il accueille environ 2 500 élèves – incluant quelque 600 élèves de nationalité française – dont le niveau scolaire va de la première année du collège à la deuxième année de la CPGE commerciale en passant par le lycée.
Les frais de scolarité dépendent de la nationalité de l'élève.
Réputé pour la formation des élites du pays et l'ouverture de bonnes perspectives d'avenir aussi bien au Maroc qu'à l'étranger, il a un taux de réussite au baccalauréat bien supérieur au taux national français moyen : pour l'année 2012, il était de 98,9 %, toutes séries confondues, contre 84,5 %.
L'établissement compte parmi ses anciens élèves plusieurs personnalités marocaines et françaises du paysage politique, culturel, scientifique ou encore sportif.

## Histoire

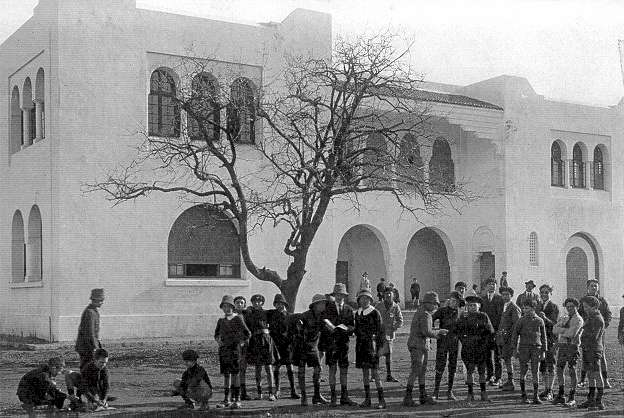
Le lycée Gouraud en 1921, « ancêtre » du lycée Descartes dans d'autres bâtiments peu éloignés

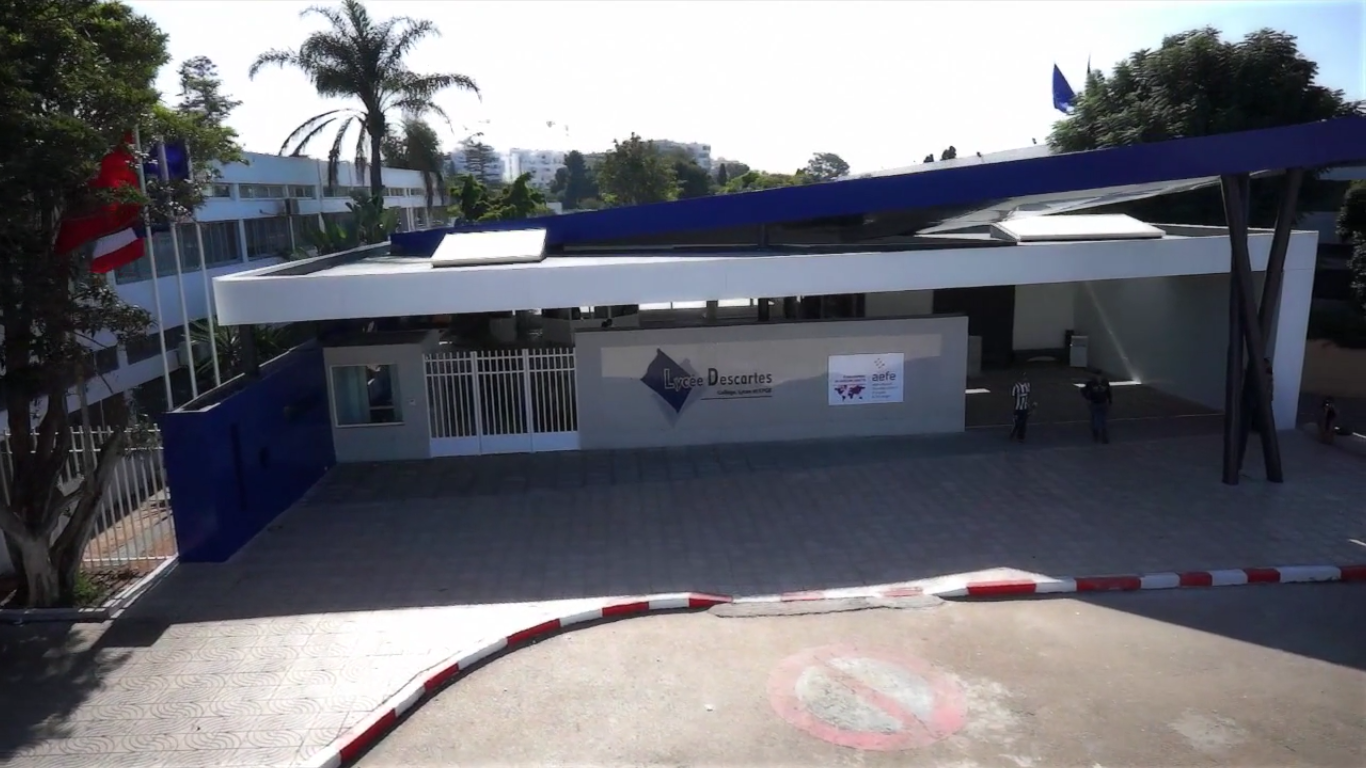
Nouvelle entrée principale du Lycée Descartes édifiée en 2013

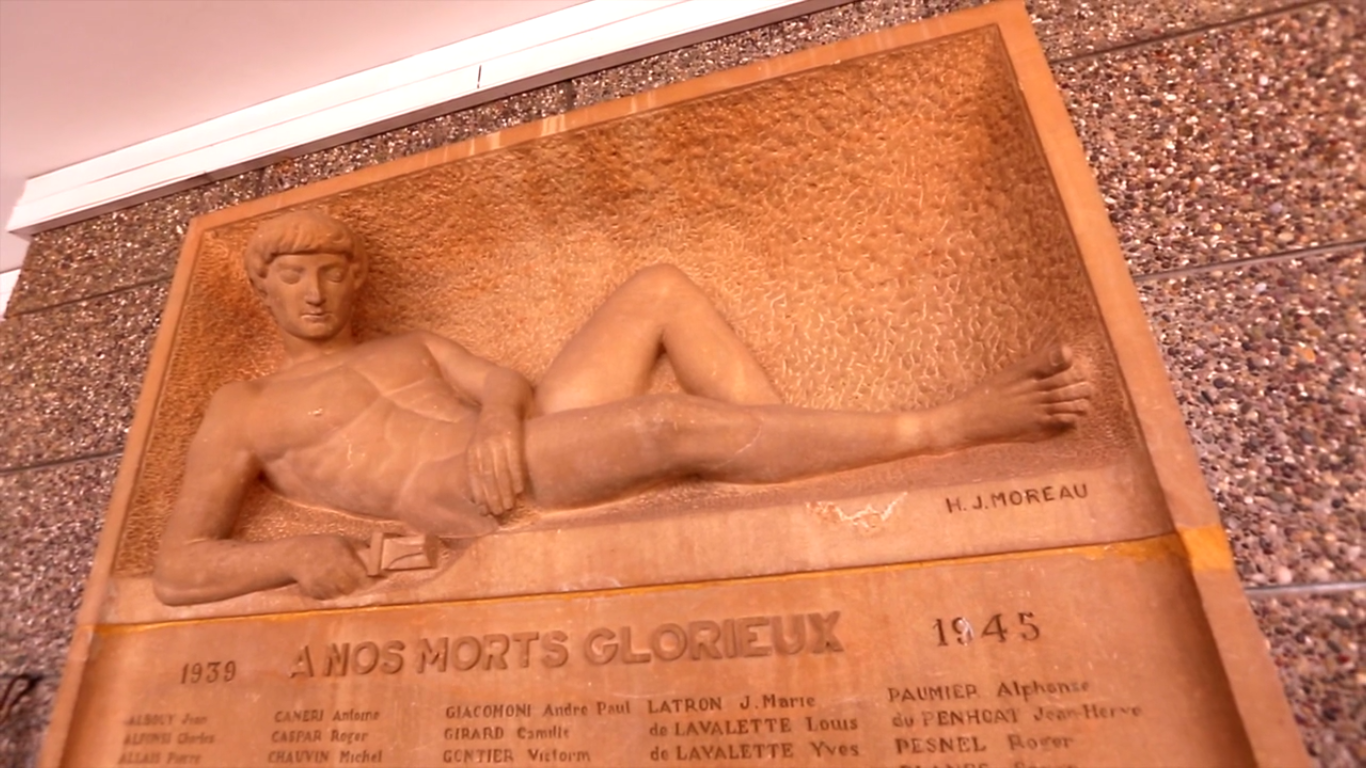
Monument aux morts au hall d'entrée à la mémoire des étudiants du lycée Gouraud ancêtre de Decartes tombés au front durant la Seconde Guerre mondiale

### Une pépinière d'élites
La qualité de l'enseignement prodigué au lycée Descartes se distingue par sa rigueur, sa cohérence vis-à-vis du programme scolaire en vigueur en France métropolitaine mais aussi par l'importance accordée à la culture générale, à l'esprit d'initiative, à l'esprit critique, à l'ouverture sur le monde, à la prise de parole et à l'aisance dans l'expression. Contrairement aux écoles marocaines où les élèves sont plus orientés vers les voies scientifiques aux dépens parfois des autres disciplines, la mission française porte un intérêt particulier aux sciences dites humaines développant la réflexion et le recul critique des élèves.
Autrefois chargés de former une élite locale favorable aux intérêts de la France coloniale, les lycées français au Maroc sont devenus de véritables cocons de l'intelligentsia marocaine. Les établissements français sont devenus aujourd'hui un refuge pour la classe privilégiée désirant fuir un système éducatif marocain défaillant[réf. souhaitée].
Par ailleurs, même dans l'enseignement de la langue et de la littérature arabes, le lycée Descartes concurrence les lycées marocains avec la création en 1988 de l'OIB visant à dispenser des cours très poussés en la matière avec un volume horaire et un coefficient conséquents. En filière scientifique l'arabe OIB détient le plus haut coefficient, soit 9, au même titre que les mathématiques en spécialité avec 6 heures de cours d'arabe hebdomadaires et 4 heures d'histoire-géographie hebdomadaires dont deux heures sont en langue arabe avec une focalisation sur l'histoire et la géographie du Maroc. Les élèves y découvrent les textes des grands penseurs arabo-musulmans comme Averroès, Mohamed Abduh, Qasim Amin, Ali Abderraziq, Allal El Fassi et Mohamed Abed Al-Jabri ou encore les grands poètes de l'âge d'or et de la Renaissance arabe (An-Nahda) tels que Ibn Hazm, Abu-l-Ala al-Maari, Al Mutamid ibn Abbad, Mahmoud Sami el-Baroudi ou Ahmed Chawqi.

### Un terreau de la laïcité républicaine
Au lycée Descartes les fils de hauts fonctionnaires marocains ou de l'armée française côtoient les enfants de médecins musulmans, d'hommes d'affaires juifs ou encore les enfants de cadres chrétiens originaires des pays d'Afrique noire.
Comme ses frères Lyautey à Casablanca ou Victor-Hugo à Marrakech, le lycée Descartes est la « vive illustration des valeurs laïques républicaines. Le terreau singulier d’une mixité sociale, culturelle et religieuse que l’on retrouve rarement ailleurs, au Maroc comme en dehors des frontières du Royaume. »
Par ailleurs, une affaire liée au port du voile avait éclaté au lycée en 2012. Une étudiante marocaine désirant intégrer les classes préparatoires commerciales (prepa HEC) du lycée Descartes s'est vue refuser de passer le concours d'entrée à cause de son voile. La plateforme communautaire Mamfakinch liée au Mouvement du 20-Février recueille la version de la jeune fille qui dénonce une réaction islamophobe. Le lycée répond à son tour en affirmant qu'il n'y a aucun parti pris vis-à-vis de l'Islam et que partout dans le monde, et ce depuis Jules Ferry, les lycées français appliquent la laïcité de manière égale et sans distinction des différentes confessions.

## Le lycée

### Admission
Concernant les ressortissants français vivant au Maroc, enfants d'expatriés, de diplomates français ou enfants de professeurs français au lycée Descartes par exemple, ceux-ci sont automatiquement admis au lycée. Il en est de même pour les binationaux titulaires de la nationalité française, les franco-marocains par exemple.
Pour les ressortissants marocains, issus de l'école marocaine, l'accès au lycée Descartes est conditionné par le passage d'un concours donnant accès aux lycées de l'AEFE comportant une épreuve de langue française, de langue arabe, de mathématiques et d'anglais. Si le concours est passé en classe de collège, après admission, l'élève peut choisir entre intégrer le collège du lycée Descartes ou bien le collège Saint-Exupéry à Rabat sachant que les élèves de ce collège rejoignent aussi le lycée Descartes en classe de seconde.
Les élèves du Collège royal désirant poursuivre leurs études secondaires en filière scientifique intègrent généralement le lycée Descartes en classe de première car cette voie est inexistante au collège royal où la formation des princes exige une plus grande maîtrise des sciences sociales. Leurs camarades de classe "roturiers" peuvent se permettre de choisir une voie différente de celle des princes en intégrant le lycée Descartes. Par ailleurs, plusieurs enseignants au lycée Descartes enseignent aussi au collège royal.

### Direction du lycée
En août 2023 Monsieur François CUILHÉ, est nommé proviseur du lycée Descartes avec à ses côtés deux proviseurs adjoints du 1er et 2e cycle.

### Enseignement

#### Les matières enseignées
Les matières enseignées dépendent des classes et des groupes SI (section internationale)pour les élèves marocains et SSI (sans section internationale) pour les élèves français ou d'autre nationalité.
Les matières enseignées sont :
- Allemand (Niveaux LV2 et LV3)
- Anglais (Niveaux LV1 et LV2)
- Arabe (Niveaux OIB, LV1 et LV2)
- Arts plastiques
- Éducation Physique et Sportive
- Économie-gestion
- Espagnol (Niveaux LV2 et LV3)
- Histoire-Géographie
- Latin
- Lettres modernes
- Lettres classiques
- Mathématiques
- Musique
- Philosophie
- Sciences Économiques et Sociales
- Sciences de la Vie et de la Terre
- Sciences physiques
- Technologie
- Vente

### Collège-lycée

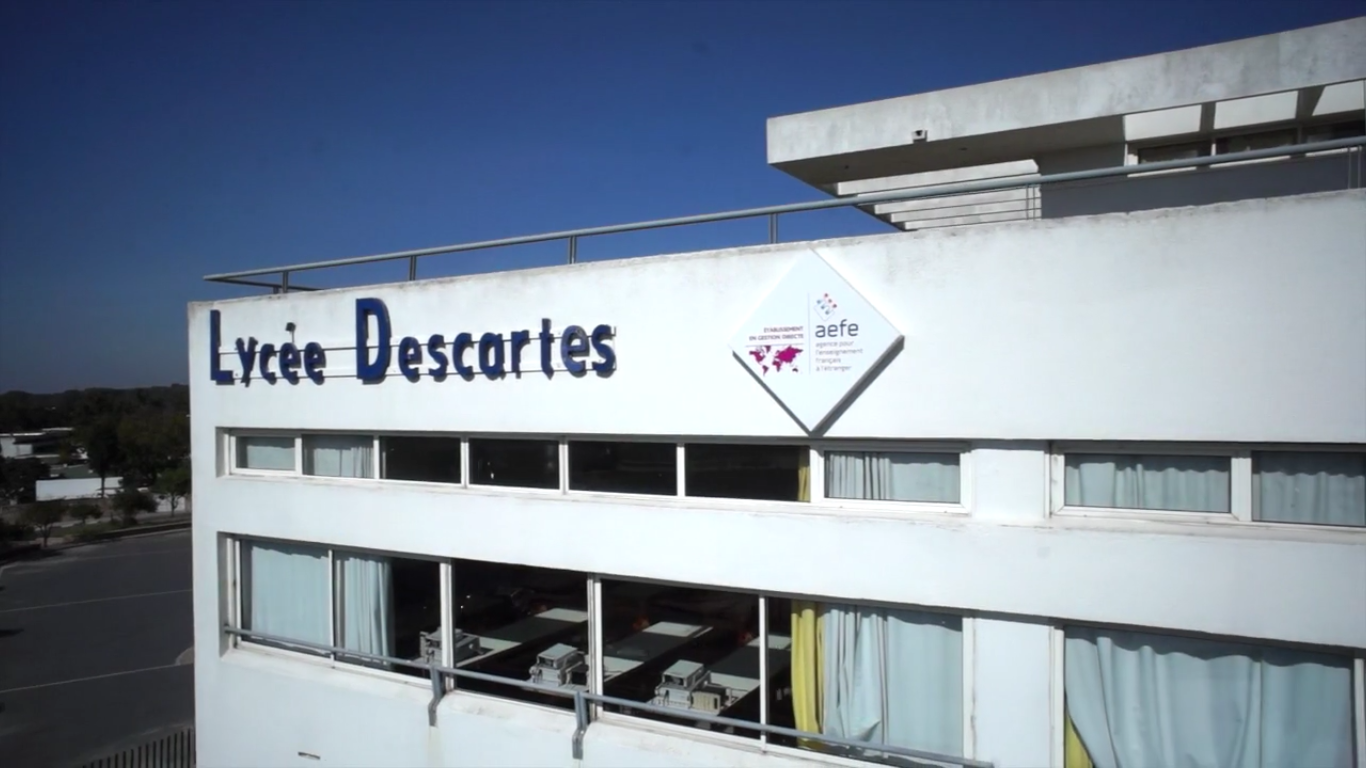
Vue de face du lycée Descartes depuis l'avenue des Nations-Unies

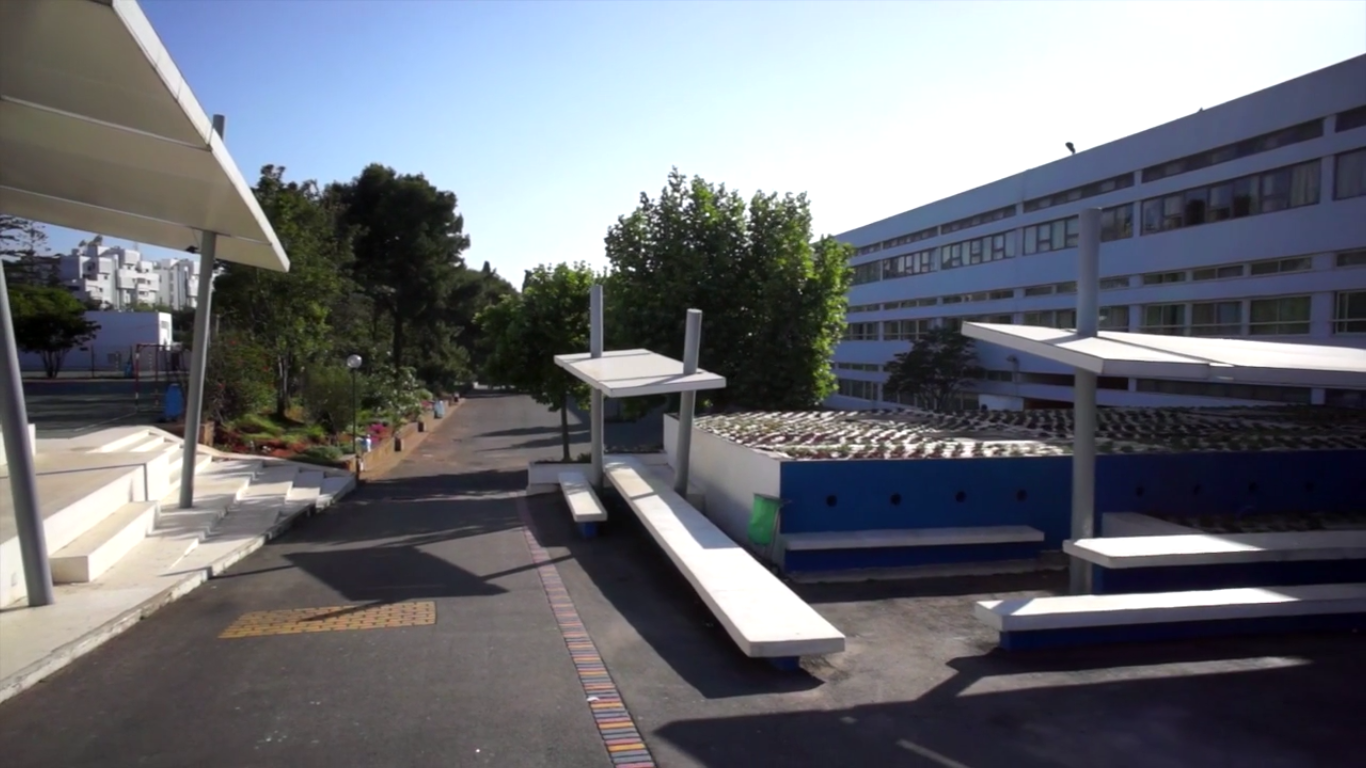
Cour des lycéens

#### Langues
La politique d'enseignement des langues au lycée Descartes est stricte et ne permet pas vraiment aux élèves de choisir leurs langues, du moins pour ce qui est du collège. En effet, les élèves en SSI se doivent de suivre, au moins, deux cours de langue, dans l'ordre suivant :
- Anglais en LV1 (à partir de la 6e).
- Espagnol ou Allemand en LV2 (à partir de la 4e) et s'ils le souhaitent, « latin » en option (à partir de la 5e).

Les élèves en SI ont l'obligation de suivre eux aussi, au moins, deux cours de langue, mais dans un tout ordre ; le suivant :
- Arabe en LV1 (à partir de la 6e).
- Anglais en LV2 (à partir de la 6e) et s'ils le souhaitent également, « latin » en option (à partir de la 5e).

Au lycée, tous les élèves peuvent suivre une LV3 en plus des enseignements du collège :
- Allemand.
- Italien (par l'intermédiaire du CNED).
- Espagnol.

Quant à l'enseignement de l'arabe pour les non-arabophones de naissance (SSI), ils doivent suivre deux années de cours d'initiation, en classes de 6e et de 5e.

#### Sports
Le lycée Descartes dispose de nombreuses installations sportives situées dans le lycée même ou à ses portes (la forêt urbaine Ibn Sina, qui se prête notamment à la course d'endurance ou d'orientation).
L'Association sportive du lycée Descartes (ASLD) permet aux élèves de pratiquer une activité sportive en dehors du cursus scolaire mais dans l'enceinte de l'établissement, le mercredi après-midi ou à d'autres horaires. Les activités qui leur sont accessibles dans ce cadre sont les suivantes :
- Sports collectifs : basket-ball (masculin et féminin), volley-ball (masculin et féminin), football (masculin et féminin), handball (masculin et féminin) et rugby.
- Sports individuels : athlétisme, danse, gymnastique sportive, escalade, badminton, natation, tennis de table, judo, surf (hors établissement) et fitness.

Les sports pratiqués lors du cursus scolaire sont destinés à tous, exception faite du surf. En revanche, la course d'orientation est obligatoire au collège. Le collégien ne choisit pas les activités qu'il va pratiquer au cours de l'année, tandis que le lycéen peut choisir entre différents « menus » d'activités à partir de la classe de première.

#### Sciences
Un enseignement scientifique est, avec la nouvelle réforme[Laquelle ?], dispensé dans toutes les filières.
L'enseignement des mathématiques se concentre dans le bâtiment A du lycée et l'enseignement des différentes matières et options scientifiques se déroule exclusivement dans le bloc scientifique, commun au collège et au lycée, qui est équipé de laboratoires aux normes françaises en vigueur.

#### Arts
Au collège, les élèves suivent des cours obligatoires de musique et d'arts plastiques.
Au lycée, les élèves peuvent choisir à partir de la seconde une option cinéma-audiovisuel ou théâtre durant tout leur cursus, dans les filières générales. De même, ils peuvent choisir une option arts plastiques en classe de première et de terminale.

### Collège

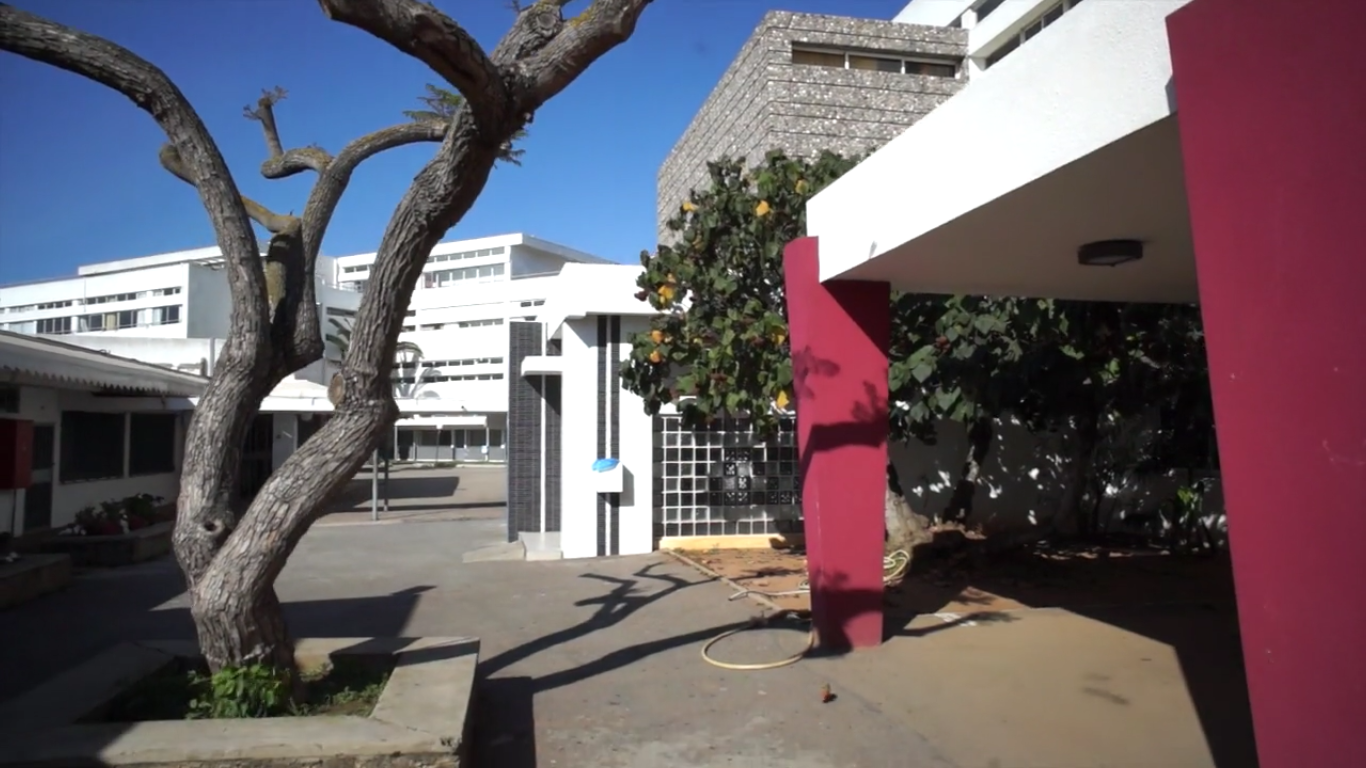
Cour des collégiens

#### Technologie
Un enseignement pratique et technologique leur est dispensé, dans l'enceinte du Lycée Descartes.Trois salles sont entièrement équipées d'ordinateurs avec des grands écrans qui permettent aux enseignants de diffuser des explications visuelles des objets technologiques étudiés.

### Lycée

#### Lettres
- Philosophie.
- Lettres modernes.
- Lettres classiques.
- Littérature étrangère en anglais.

#### Économie
Deux options sont accessibles aux élèves dès la seconde afin de les sensibiliser dans leur choix futur d'orientation : l'option Sciences Économiques et Sociales (SES) et l'option Principes Fondamentaux de l’Économie et de la Gestion (PFEG).

## Formations

### Collège
| Diplôme préparé            | Intitulé de la formation |
| -------------------------- | ------------------------ |
| Diplôme national du brevet | -                        |

### Lycée

#### Formations professionnelles
| Diplôme préparé                  | Intitulé de la formation    |
| -------------------------------- | --------------------------- |
| Brevet d'études professionnelles | Métiers de l'administration |
| Baccalauréat professionnel       | Métiers du secrétariat      |
| Baccalauréat professionnel       | Métiers de la comptabilité  |

#### Formations générales et technologiques
| Diplôme préparé            | Intitulé de la formation            |
| -------------------------- | ----------------------------------- |
| Baccalauréat général       | Littérature                         |
| Baccalauréat général       | Économique et social                |
| Baccalauréat général       | Sciences de la vie et de la terre   |
| Baccalauréat technologique | Sciences et technologies de gestion |

### Résultats
|    | 2010    |
| -- | ------- |
| S  | 98,72 % |
| L  | 100 %   |
| ES | 96,55 % |

### Classements des CPGE
Le classement national des classes préparatoires aux grandes écoles (CPGE) se fait en fonction du taux d'admission des élèves dans les grandes écoles.
En 2015, L'Étudiant donnait le classement suivant pour les concours de 2014 :
| Filière | Élèves admis dans une grande école* | Taux d'admission* | Taux moyen sur 5 ans | Classement national | Évolution sur un an |
| --- | ----------------------------------- | ----------------- | -------------------- | ------------------- | ------------------- |
| ECE | 1 / 25 élèves                       | 4 %               | 4 %                  | 38e sur 105         | 20                  |
| ECS | 4 / 26 élèves                       | 15 %              | 20 %                 | 23e sur 95          | 2                   |
| Source : Classement 2015 des prépas - L'Étudiant (Concours de 2014). * le taux d'admission dépend des grandes écoles retenues par l'étude. Par exemple, en filière ECE et ECS, ce sont HEC, ESSEC, et l'ESCP qui ont été retenues. |                                     |                   |                      |                     |                     |

### Services

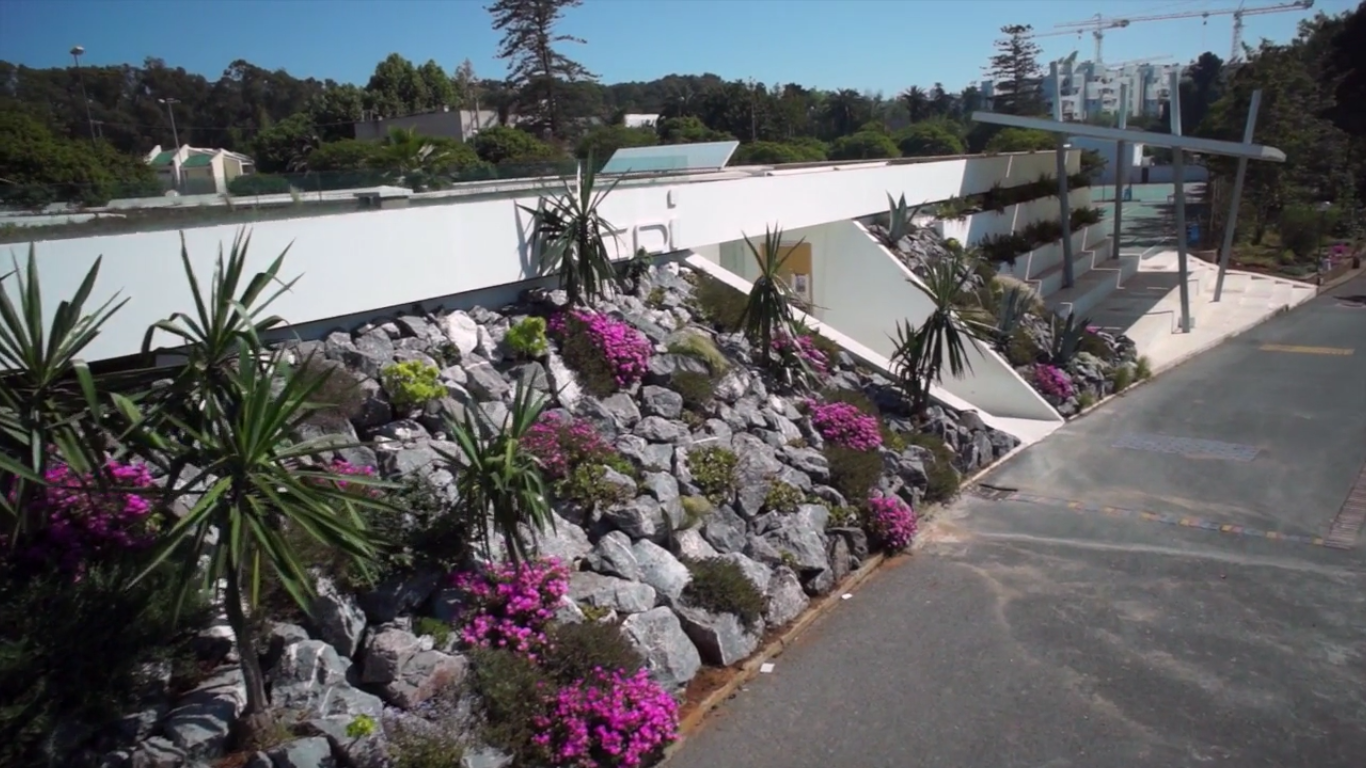
L'entrée du CDI à demi enterré

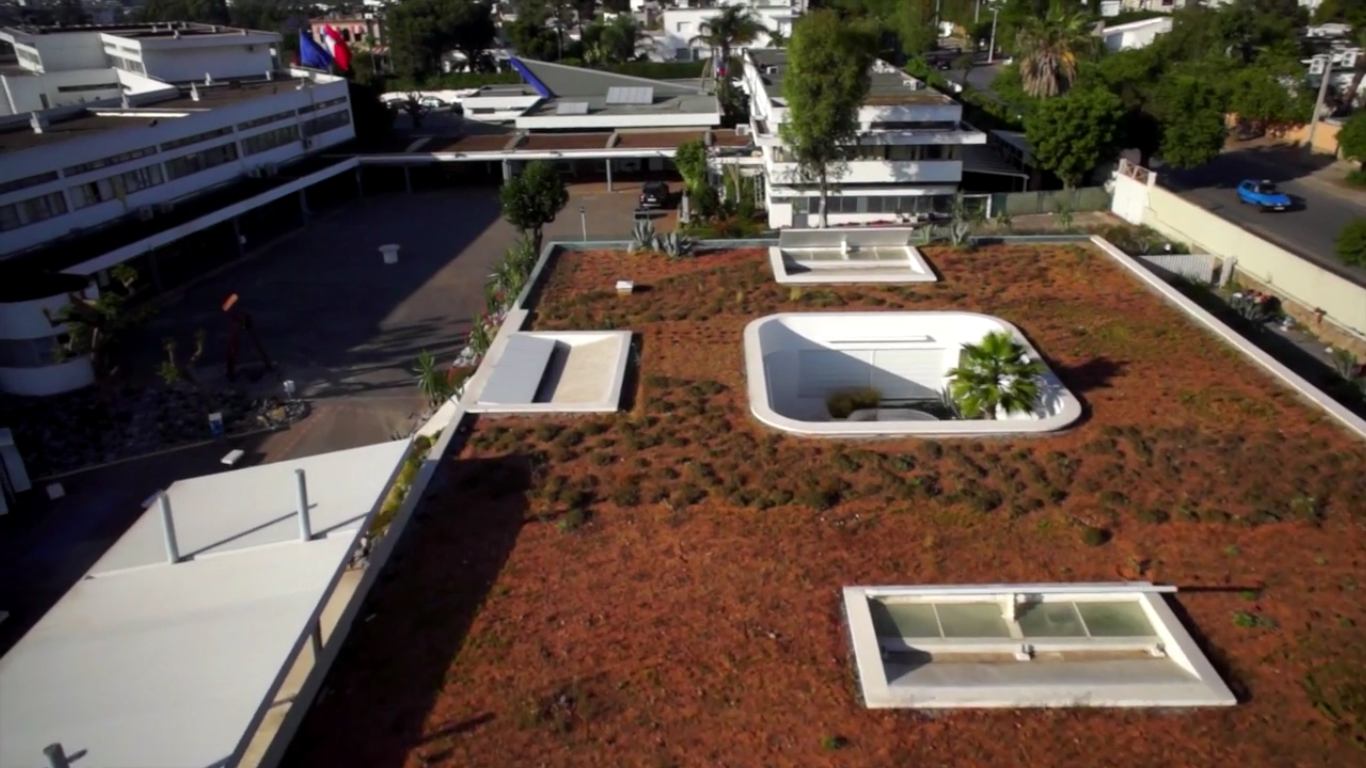
Vue de haut du nouveau CDI

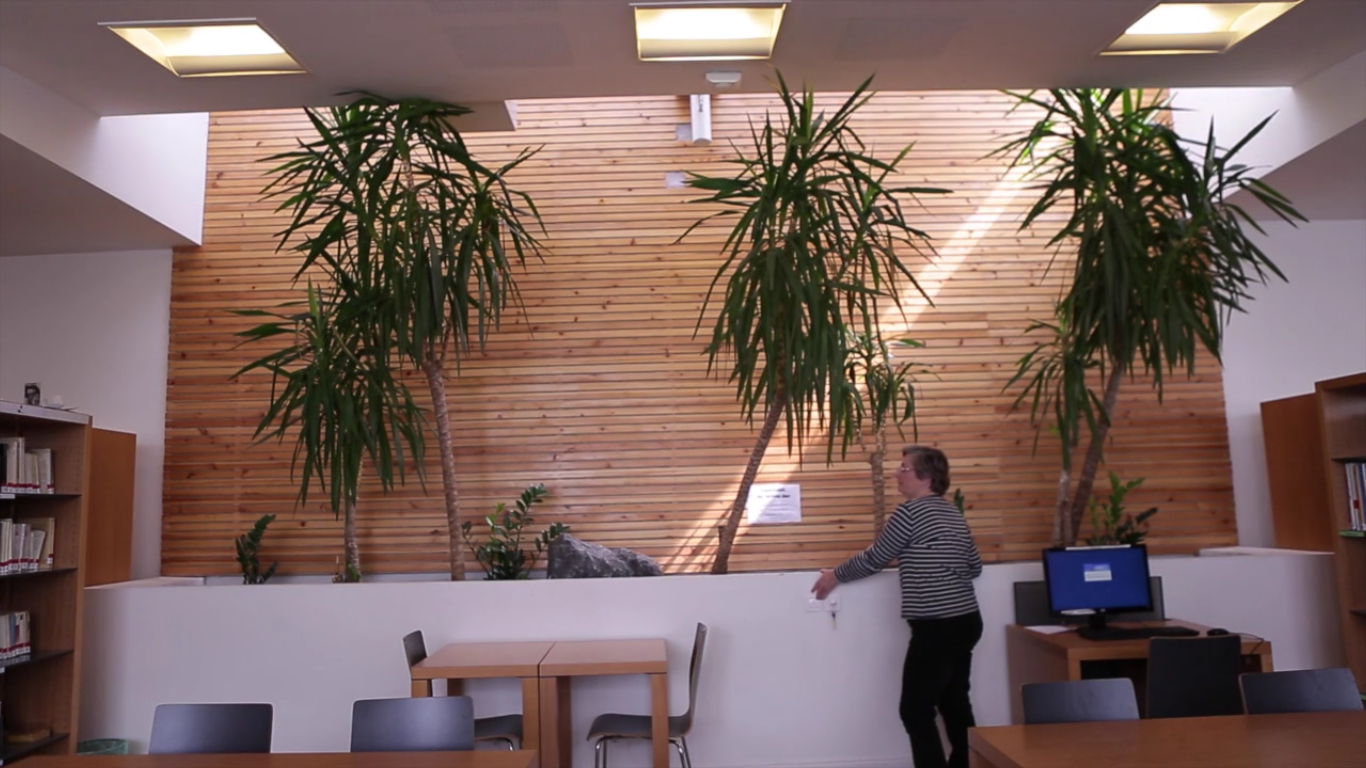
Intérieur du CDI

#### Le Centre de documentation et d'information (CDI)
Le lycée Descartes possède un CDI de très bonne qualité avec un grand nombre de documents (45 700) qui peuvent être utiles aux élèves et aux enseignants du Lycée ; des ordinateurs fixes sont mis à disposition des élèves et même quatre ordinateurs tactiles pour des recherches rapides dans la base de données du CDI.
Il donne un accès aux élèves du collège, du lycée et des classes préparatoires à :
- des revues et journaux spécialisés en langue française ;
- des abonnements numériques en ligne ;
- des romans de littératures française et étrangère ;
- de la documentation écrite thématique ;
- diverses encyclopédies ;
- différents dictionnaires de et en plusieurs langues ;
- de la documentation sur l'enseignement supérieur.

De nombreux ordinateurs sont mis à disposition des élèves pour toutes recherches sur internet. Le CDI est un bâtiment bioclimatique (il régule la température intérieure avec le climat) : il possède un fonctionnement très écologique et ne possède ni climatisation ni chauffage.
Le personnel du CDI est qualifié pour aider les élèves dans le choix de leurs lectures, leurs recherches et les orienter vers les documents qui correspondent à leurs niveaux et à leurs besoins.

#### Le Centre d'information et d'orientation (CIO)
Deux conseillères d’orientation-psychologues accueillent les élèves au CIO où ils peuvent se renseigner et emprunter des documents.

#### Centre de santé
Le lycée Descartes comprend un centre de santé scolaire encadré par deux infirmières, deux médecins et un psychologue vacataires.

#### Restauration scolaire
Le lycée Descartes dispose de deux cafétérias, l'une située dans la cour du collège et l'autre située à l'entrée du bâtiment B.
Le lycée dispose aussi d'un service de cantine scolaire à laquelle peuvent s'inscrire les élèves du collège ou du lycée. Les élèves peuvent également faire le choix de se restaurer, de façon plus libre, aux deux cafétérias du lycée.
La gestion de la restauration scolaire est déléguée à une société privée extérieure à l'établissement, Proxirest.

#### Divers
Les élèves du collège peuvent se restaurer à la cafétéria se situant à proximité de la cour du lycée lors des récréations et même à des kiosques situés à divers points des deux cours de récréations (collège et lycée). Les élèves du lycée peuvent s'y restaurer à tout moment, lors des horaires d'ouverture.

## Compétitions sportives

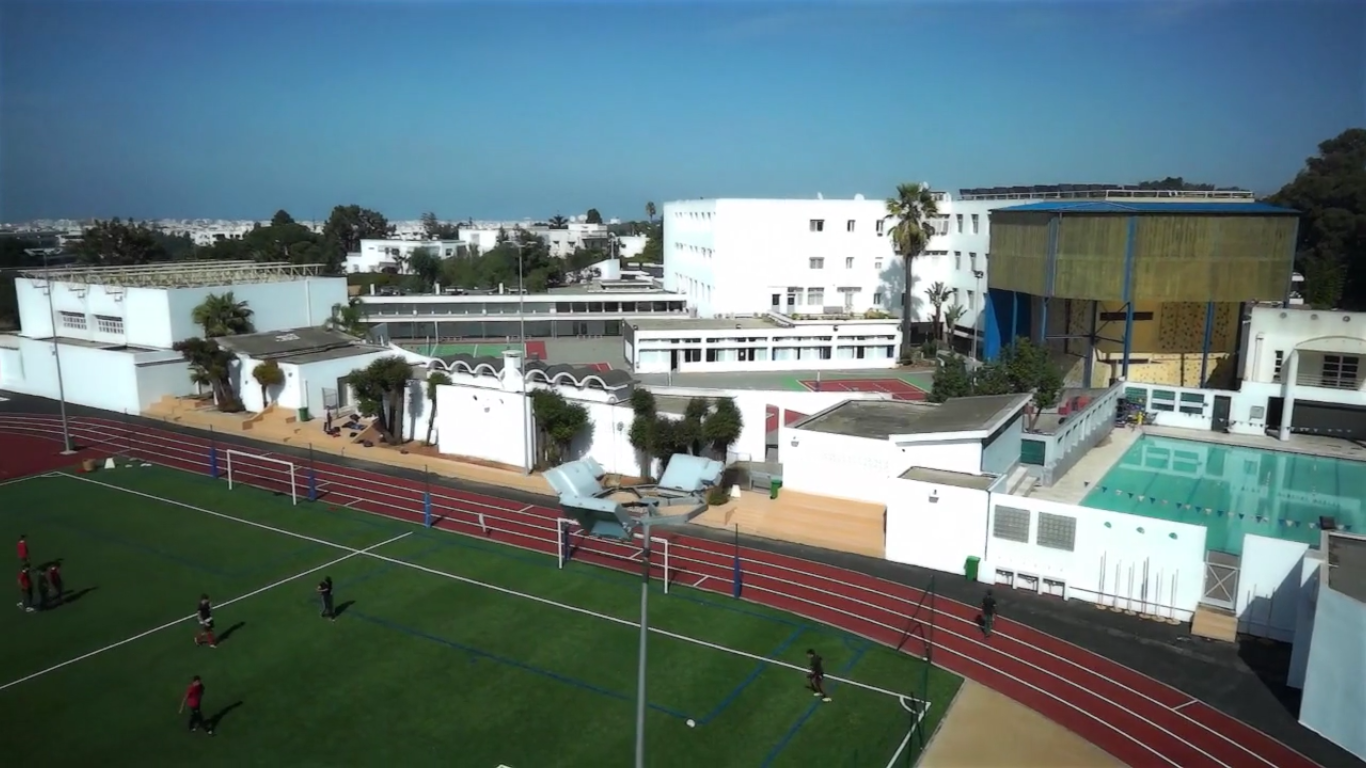
Une partie du complexe sportif situé en ex-internat.

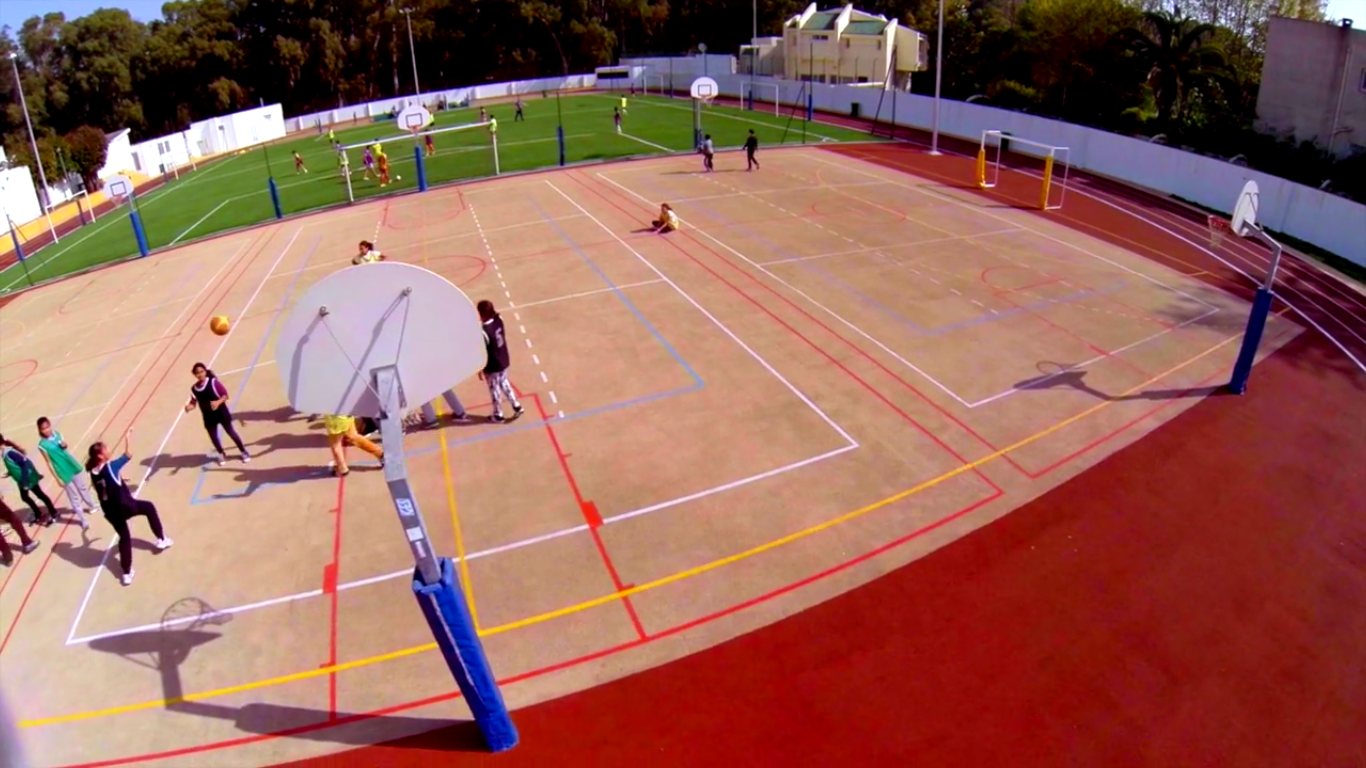
Le terrains de basket de l'ex-internat.

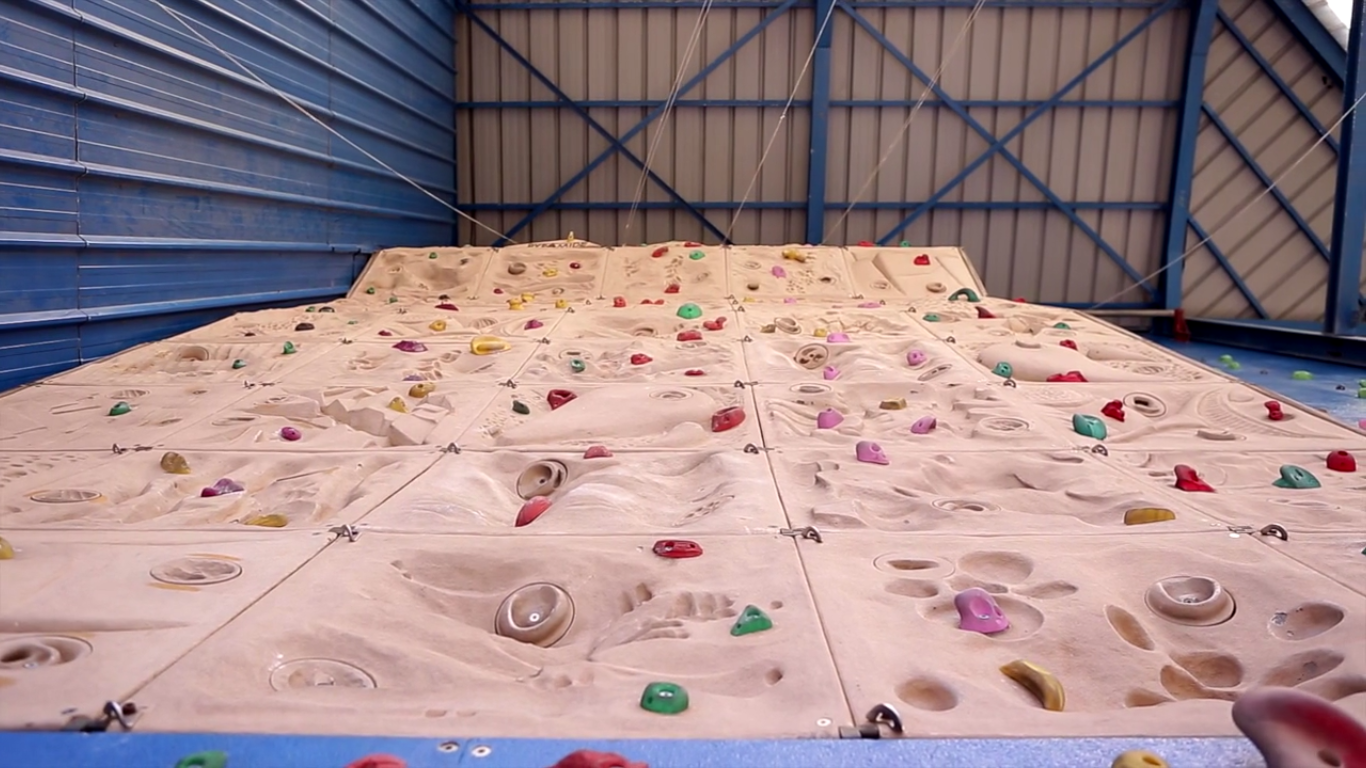
Le mur d'escalade à structures.

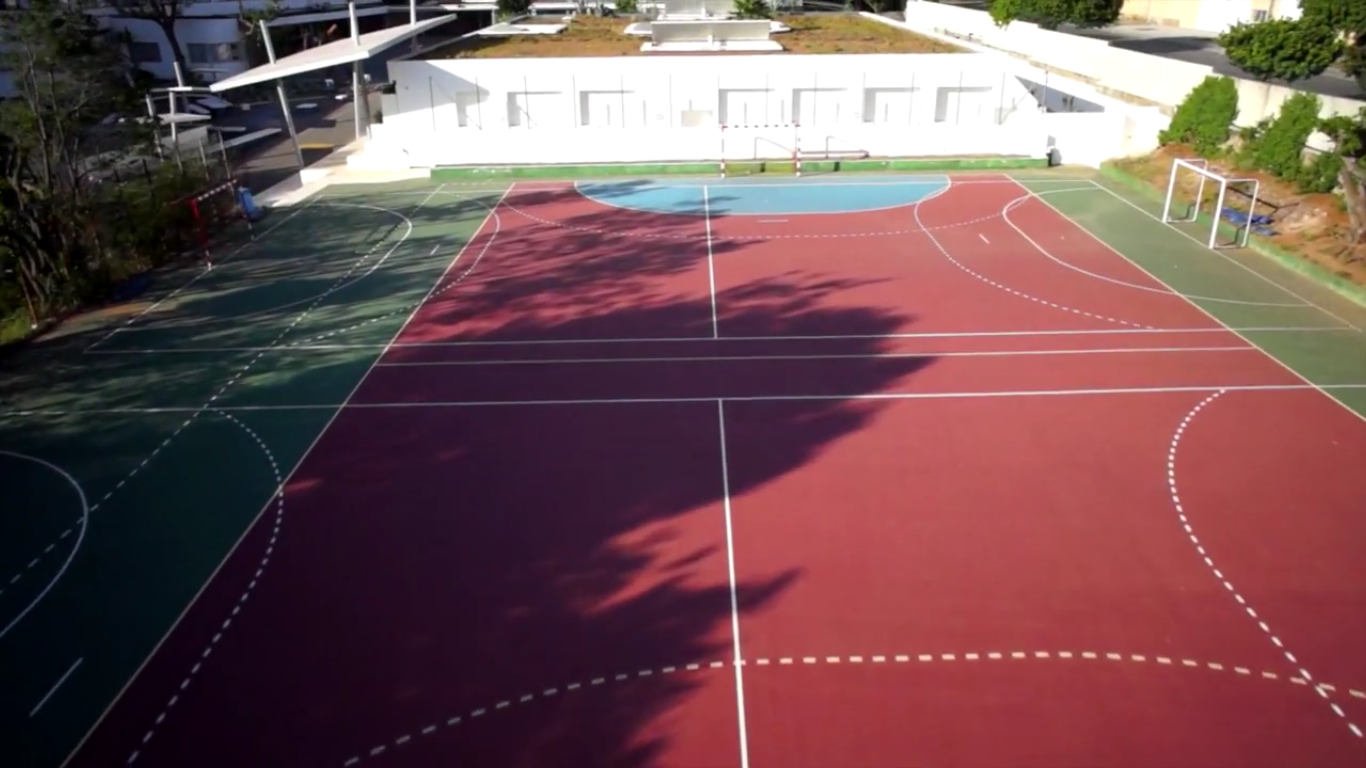
Terrains de handball.

Le lycée Descartes participe à diverses compétitions sportives, internes à l'établissement ou en partenariat avec d'autres établissements français :
- cross d’établissement ;
- spectacle de danse (établissement) ;
- cross national (pour les élèves qualifiés) ;
- journée nationale de créations chorégraphiques ;
- meeting national de natation ;
- meeting national d'athlétisme ;
- rencontres nationales des sports collectifs.

### Infrastructures

#### Complexe sportif
Le complexe sportif du lycée Descartes accueille également, en plus des installations sportives, le hangar de technologie du collège et les salles de cours des filières professionnelles et technologiques du lycée. Il est situé dans le lycée même.
- Liste des installations sportives
  - 1 terrain en plein air avec pelouse synthétique (football et rugby).
  - 2 terrains polyvalents de moindre envergure en plein air (football et handball)
  - 6 terrains de basket-ball en plein air.
  - 6 terrains de volley-ball en plein air.
  - 4 terrains de badminton en salle.
  - 1 gymnase de danse et de gymnastique sportive.
  - 1 mur d'escalade (12 voies, dont six SAE).
  - 1 piste d'athlétisme de 250 m.
  - 1 salle de tennis de table (une quinzaine de tables).
  - 1 piscine de 25 m.

#### Complexe scientifique
Le complexe scientifique du lycée Descartes se constitue du bloc où sont dispensés les enseignements de physique-chimie et de sciences de la vie et de la terre. Il est équipé de salles de classe aménagées pour les manipulations de produits dangereux et comprend également des laboratoires accessibles uniquement aux professeurs.

## Vie lycéenne

### Sports
Dans le cadre de l'UNSSFM, plusieurs AS sont proposées, telles que Football, Rugby, Volley-ball, Basket-ball, Handball,Danse, Escalade, Natation, Surf, Badminton, Athlétisme, Tennis de table, gymnastique.
Chaque année, avec l'aide des professeurs d'EPS se tient le Cross du lycée organisé à l’hippodrome de Rabat ou à l'interieur du lycée

### Les représentants des élèves
Délégués de classe
Pour l'année 2011-2012, 176 délégués de classe ont été élus. Les délégués de classe, réunis en assemblée générale, élisent un délégué pour les représenter au conseil d'administration.
Conseil de la Vie Lycéenne
Les élections au Conseil de la Vie Lycéenne se tiennent tous les ans, depuis 1999, et permettent de désigner la moitié de l'effectif de cette instance consultative renouvelé par mandat de 2 ans.
Ces dix élus choisissent l'un d'entre eux pour assumer la vice-présidence, et donc la représentation du CVL au conseil d'administration de l'établissement.
Maison des Lycéens
La Maison des Lycéens est une association gérée par des élèves ainsi qu'un coordinateur organisant des événements tels que le Marché de Noël, le Vide Grenier, la Journée de la musique (en collaboration avec le CVL) en plus de gérer plus d'une trentaine de clubs, eux-mêmes étant gérés par des élèves. Ses fonds proviennent desdits événements ou encore des adhésions.
Quelques exemples de clubs :
- L'Association Culturelle et Artistique
- Les Clubs mouvements (Arts martiaux mixtes, Boxe Thai, Jiu-jitsu brésilien)
- Le Carte Diem
- Le Club Coding
- Le modèle de la Cour Suprême
- Le Club Des'Cats
- Le Club Solidaire, organisant des collectes solidaires pour les orphelins
- Le DESMNU
- Eco-Descartes
- Le Club Esports
- Le Club de l'Ingénieur
- Le Club DesMaths
- Medcartes
- PSNE (Pression Scolaire sur nos élèves)
- Le Club Sahm, réunissant des militant(e)s féministes
- Le Club UNHCR, organisant des collectes solidaires pour les réfugiés

### Journal scolaire
Le journal scolaire du lycée Descartes a été créé en 1993. Il s'agit aujourd'hui d'un journal numérique mensuel nommé Carte Diem : http://www.cartediem.net

### Le DESMNU, modèle des Nations Unies du lycée Descartes
DESMNU signifie Modèle des Nations unies du lycée Descartes.
Il s'agit avant tout d'une formation destinée aux élèves de niveau lycée qui initie aux simulations de débats des Nations unies (Modèle des Nations unies). Ce principe est répandu dans différentes écoles au Maroc et à l'International, notamment pour le André Malraux Model United Nations, conférence quadrilingue regroupant plus de 250 participants à sa première édition. Les élèves qui participent à cette formation sont encadrés par des enseignants d'histoire-géographie du lycée et se retrouvent chaque semaine. Ils participent à des conférences dans d'autres lycées français du réseau de l'Agence pour l'enseignement français à l'étranger, mais organisent également la conférence annuelle du DESMNU. Il s'agit d'une simulation de conférences des Nations unies (Modèle des Nations unies) dont la première édition, en langue française, s'est tenue en mai 2017 au sein de l'établissement.
Cet événement se déroule à chaque printemps au lycée Descartes situé à Rabat (Maroc). Lors de la deuxième édition du DESMNU organisé les 6,7 et 8 avril 2018, 200 élèves de différents établissements français du Maroc ont participé à cette conférence qui a réuni des diplomates et des membres d'organisations internationales ainsi que des universitaires.
Lors du DESMNU qui est totalement organisé par les élèves, les lycéens endossent les rôles suivants :
- délégués, représentant un pays ou une organisation pour débattre dans les comités ;
- membres du service de presse journaliste, photographe ou responsable de la mise en page et de la communication ;
- membres de l'État-major : fonctions de Secrétaire général, de Président de l'Assemblée générale, président et vice-président des comités.

Le Secrétaire Général est chargé d'organiser l'ensemble de la conférence et d'en superviser le bon déroulement.

## Critiques
Le lycée Descartes est souvent critiqué et attaqué par les parents d'élèves pour la hausse continue des frais de scolarité. Les parents d'élèves doivent faire face à une augmentation annuelle de 1 500 dirhams sur les trois années 2013‐2014, 2014‐2015 et 2015‐2016. C'est une augmentation de plus de 58 % en 5 ans qui constitue une rude épreuve pour les budgets domestiques des parents qui expriment leur mécontentement à la publication d'une décision engageant une énième augmentation de 1 500 dirhams pour l'année 2016-2017 alors que les services du SCAC et l'AEFE avait promis de limiter cette augmentation pour trois années uniquement.
Les associations de parents d'élèves contestent également la ponction supplémentaire de 2,6 millions d'euros sur les fonds de réserve du lycée Descartes pour l'année 2015-2016 contre les 4 % normalement appliqués. Selon eux, les fonds constitués à travers les frais d’écolage des parents d’élèves marocains doivent profiter aux établissements du réseau Maroc et non être utilisés par l’AEFE pour des établissements ailleurs qu’au Maroc.
Les parents d'élèves marocains se plaignent parfois du faible niveau de leurs enfants en langue arabe dans laquelle il ne disposent pas de bases solides et où ils accumulent les lacunes à leur arrivée au lycée. Toutefois, ceci concerne rarement les élèves en LV1 arabe ou les élèves en niveau plus avancé, c'est-à-dire en arabe OIB, mais plutôt les élèves suivant les cours d'arabe LV2 ou les cours introductifs (LV3 et LVA).

## Quelques enseignants célèbres

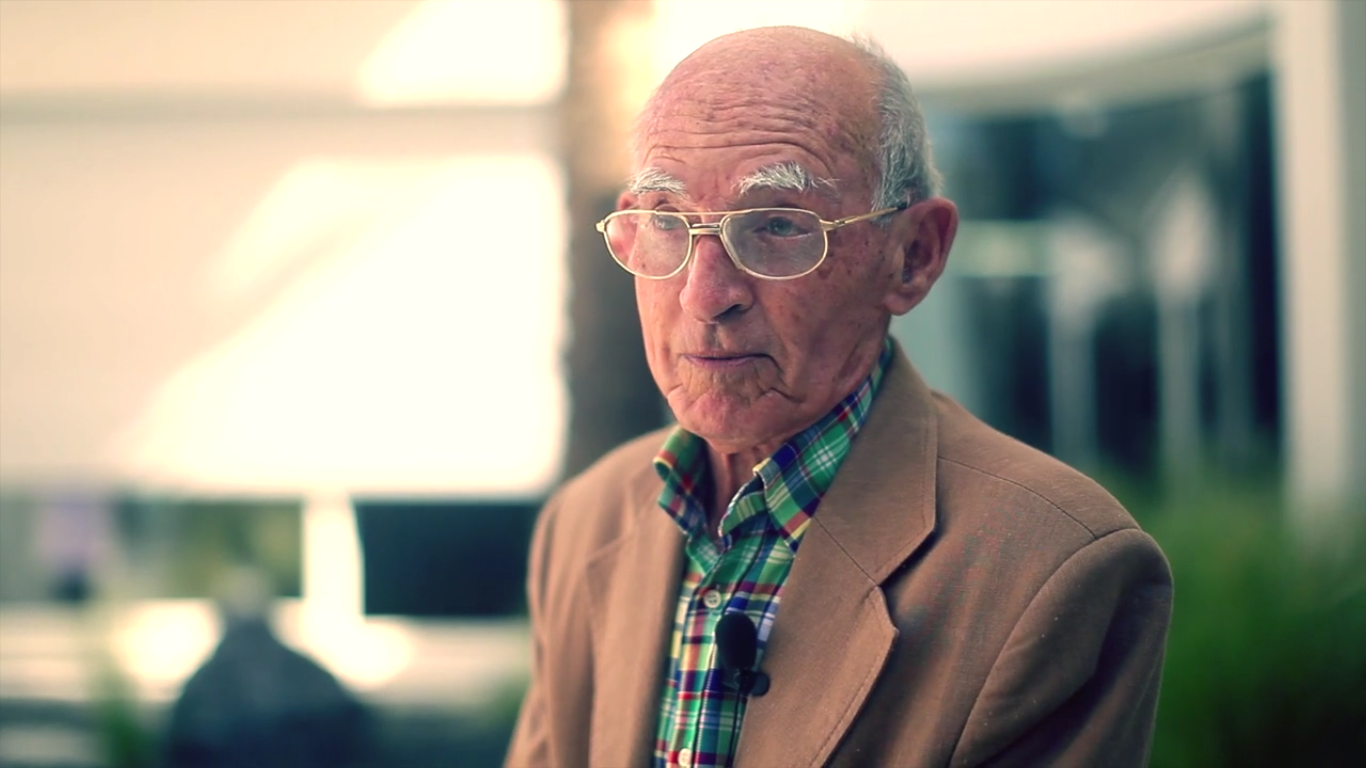
Mohammed Benjelloun-Touimi (1935-2015), professeur de langue et littérature arabes au lycée Descartes jusqu'en 1999. Il est parmi les instigateurs de la section OIB au lycée à partir de 1988.

- Jean Henri Moreau, (1869-1943), enseignant à l'ancien lycée Gouraud entre 1928 et 1944. Il est aussi sculpteur. Il réalise notamment le monument aux morts de la Seconde Guerre mondiale aujourd'hui situé au hall d'entrée du lycée Descartes. Il serait aussi le sculpteur du grand lion en pierre à Ifrane.
- Jean Gaston Mantel, (1914-1995), peintre marocain d'origine française ayant enseigné à l'ancien Lycée Gouraud.
- Mohammed Benjelloun-Touimi[17], (1935-2015), professeur de langue et littérature arabes au lycée Descartes jusqu'en 1999, il est parmi les instigateurs de la section OIB au lycée à partir de 1988. Il est aussi fondateur du Groupe de Recherches Islamo-Chrétien (GRIC).
- Alain Pasquier[18], (1942-), normalien et historien. Il est notamment conservateur au Musée du Louvre et professeur à l'ENS (Ulm). Il enseigna au lycée Descartes entre 1966 et 1968.
- Pierre Vermeren, (1966-), historien et professeur à l'Université Panthéon-Sorbonne. Il enseigna aux classes préparatoires commerciales au lycée Descartes entre 1996 et 2002.
- Henri Bosco écrivain (1888-1976)
- Rémy Beaurieux éditeur, écrivain (1882-1951

## Anciens «cartésiens»

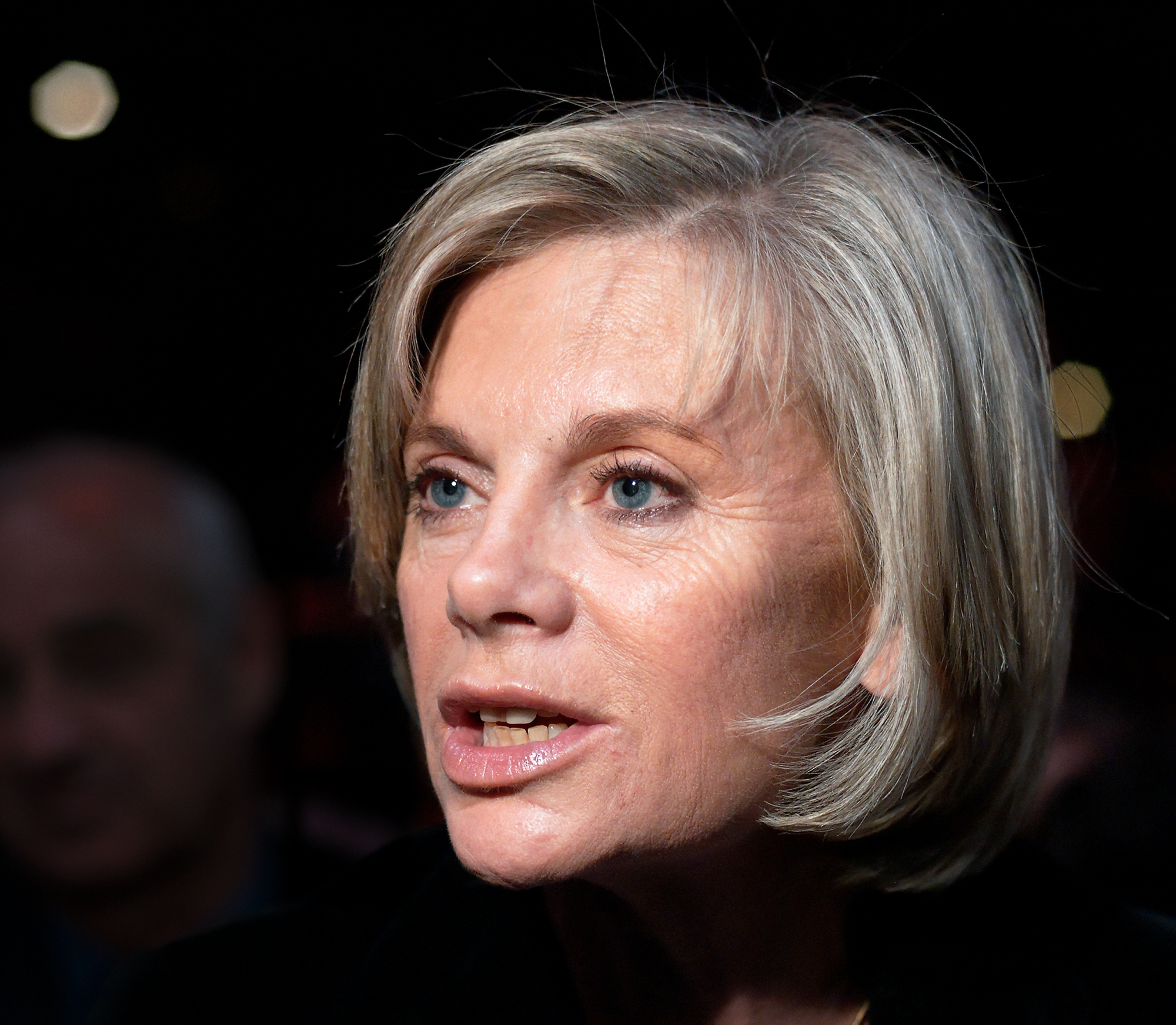
Élisabeth Guigou a été plusieurs fois ministre en France.

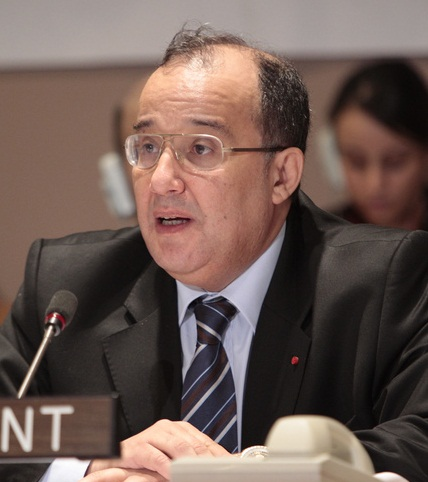
Taïeb Fassi-Fihri a été notamment ministre des affaires étrangères du Maroc et le conseiller du roi Mohammed VI.

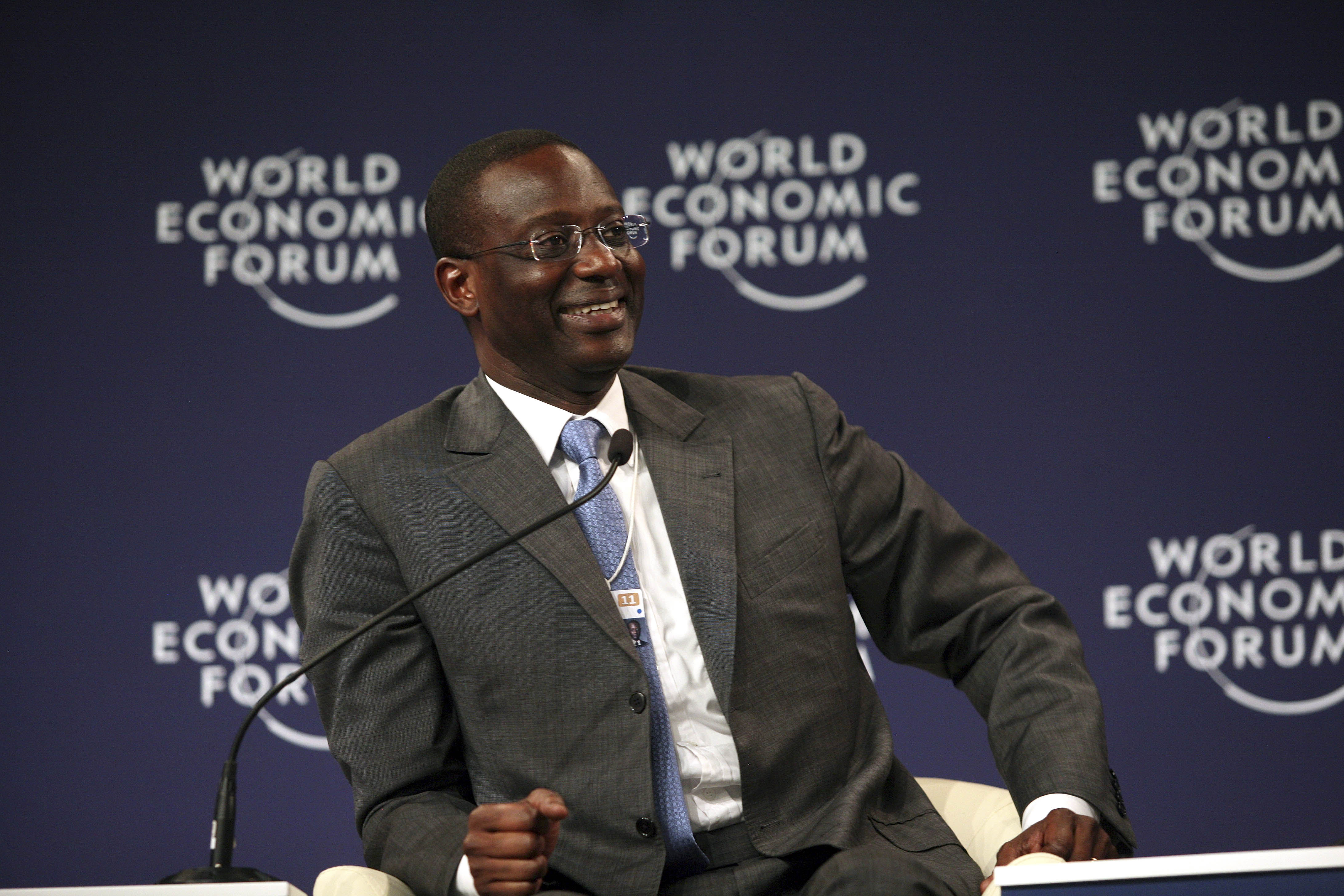
Tidjane Thiam dirige le Crédit suisse.

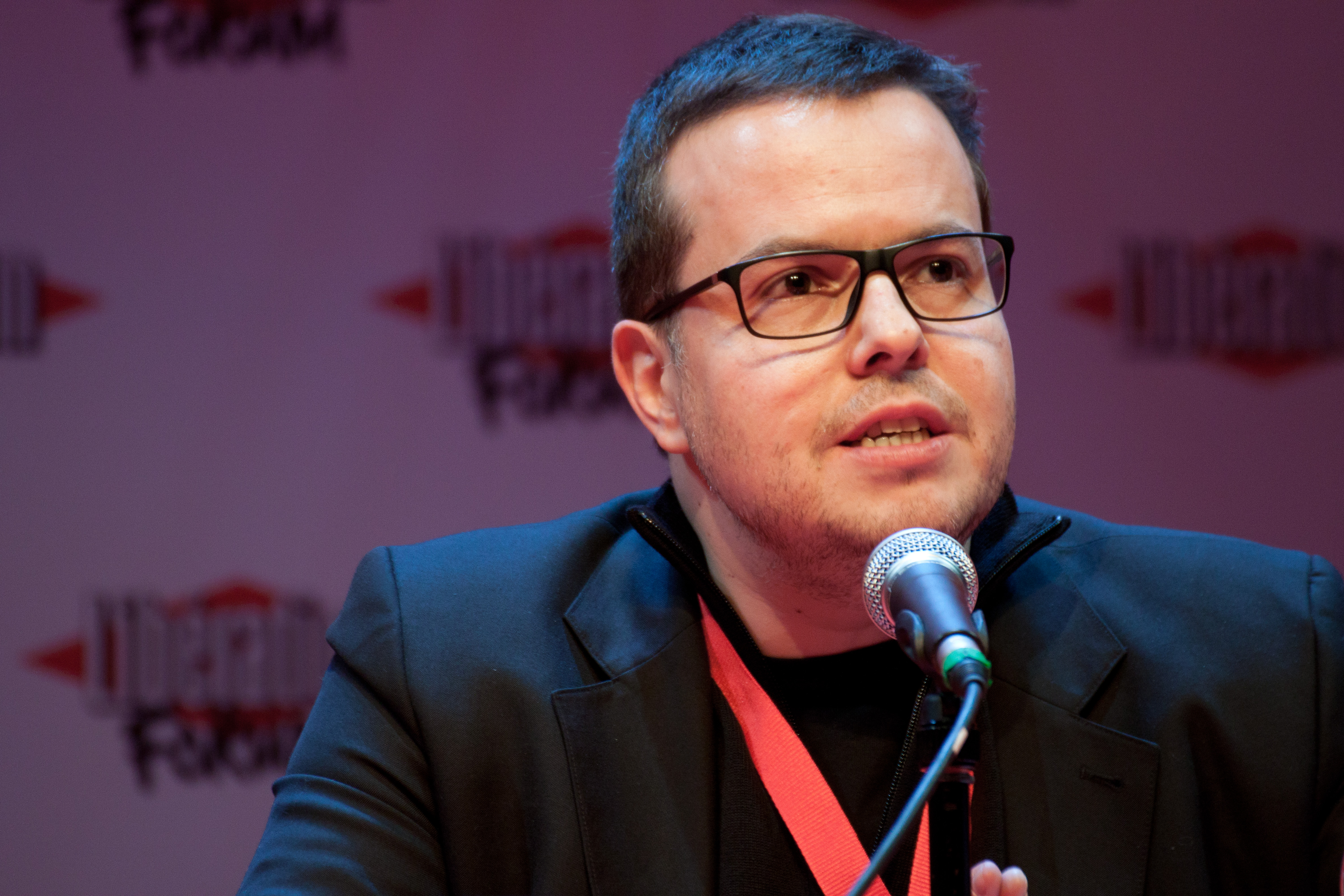
Nicolas Demorand est journaliste à France Inter après avoir dirigé le quotidien Libération.

Domaines politique, militaire ou des affaires
- Tajeddine Baddou, (1943-2018), diplomate marocain[19].
- Élisabeth Guigou, (1946-), femme politique française. Première femme à être Garde des Sceaux.
- Mohamed Sbihi, (1948-), diplomate marocain[20].
- Noureddine Benomar Alami, (1948-), homme politique et diplomate marocain, fondateur de l'Association des Anciens Élèves Gouraud-Descartes.
- Mohamed Saâd Hassar, (1953-) secrétaire d'État au ministère de l'intérieur, chevalier de la Légion d'honneur
- Driss Benhima[21], (1954-), polytechnicien, ancien ministre de l'Énergie, des Mines, du Tourisme et du Transport, directeur de l'ONE et de la RAM, entre autres.
- Amina Benkhadra, (1954-), ingénieure et femme politique. Ministre de l'Énergie, des mines, de l'eau et de l'environnement du Maroc dans le Gouvernement El Fassi entre 2007 et 2012. Elle est directrice générale de l'Office national des hydrocarbures et des mines (ONHYM).
- Ali Fassi-Fihri, (1955-), ancien directeur général de l'Office national de l'électricité et de l'eau potable.
- Taïeb Fassi-Fihri (1954-), ancien ministre des affaires étrangères et de la coopération et conseiller de Mohammed VI.
- Nadia Yassine, (1958-), porte-parole du mouvement islamiste Al Adl Wal Ihsane.
- Mohamed Nabil Benabdallah, (1959-), homme politique marocain, ministre de l'Habitat, de l'Urbanisme et de la Politique de la ville. Il est le secrétaire général du PPS.
- Youssef Tazi, (1960-), ingénieur des ponts et chaussées, homme d'affaires et député marocain.
- Thierry Orosco, (1961-), commandant du GIGN.
- Lalla Joumala Alaoui, (1962-), princesse marocaine et ambassadrice du Royaume du Maroc au Royaume-Uni.
- Tidjane Thiam, (1962-), polytechnicien, homme d'affaires franco-ivoirien. Directeur du Crédit suisse.
- Yasmina Baddou, (1962-), ancienne ministre de la Santé.
- Adil Douiri (1963-): homme politique marocain
- Nadia Fettah Alaoui (1971-),  dirigeante d’entreprise et femme politique marocaine
- Omar Balafrej, (1973-), ingénieur, fondateur du Technopark et député de gauche marocain.

Domaines académique, littéraire ou scientifique
- Henri Bosco écrivain (1888-1976)
- Rémy Beaurieux éditeur, écrivain (1882-1951)
- Ahmed Lakhdar Ghazal, (1917-2008), ex-directeur de l'Institut marocain de l'arabisation et ancien combattant de la Seconde Guerre mondiale.
- Claude Griscelli, (1936-), immunologue et chercheur français. Il a dirigé l'INSERM et a notamment découvert et décrit le premier cas de transmission du SIDA de la mère à l'enfant.
- Roland Cayrol, (1941-), directeur de l'institut de sondages CSA et du Centre de recherches politiques de Sciences Po (Cevipof).
- Fawzi Boubia, (1948-), universitaire et écrivain marocain d’expression allemande.
- Jean-Luc Pinol, (1949-), historien français et professeur à l'ENS Lyon.
- Bernard Cottret, (1951-), historien et angliciste français. Professeur à l'Université de Versailles-Saint-Quentin-en-Yvelines et membre honoraire de l'Université Paris-Sorbonne.
- Patrick Tort, (1952-), philosophe, linguiste, historien des sciences et théoricien de la connaissance français, fondateur de l’Institut Charles Darwin International.
- Farida Diouri, (1953-2004), écrivaine et journaliste marocaine.
- Rajaâ Cherkaoui El Moursli, (1954-), physicienne récompensée par le Prix L'Oréal-Unesco pour les femmes et la science pour ses travaux sur le Boson de Higgs.
- Youssouf Amine Elalamy, (1961-) écrivain et universitaire marocain.
- Nicolas Demorand, (1971-), journaliste français. Ancien directeur du journal Libération
- Leïla Slimani, (1981-), journaliste et écrivain franco-marocaine, lauréate du Prix Goncourt 2016 pour son roman Chanson douce.
- Amine Ibnolmobarak (1986-2015), architecte et enseignant, victime des attentats du 13 novembre 2015 à Paris[22].
- Hajar Azell (1992-), écrivaine franco-marocaine[23].

Domaine artistique
- Amina Alaoui, (1964-), chanteuse marocaine de musique classique arabo-andalouse. Elle chante en différentes langues : arabe, persan classique, haketia, espagnol et portugais.
- Younes Bouab, (1979-), acteur marocain ayant notamment joué le rôle principal du film Zéro.
- Boutaïna El Fekkak, (1979-), actrice, metteuse en scène, et auteure marocaine.
- Assaâd Bouab, (1980-), acteur marocain, frère du précédent, ayant notamment joué dans le film Marock.
- Rachid Benhaissan, (????-), acteur de cinéma marocain ayant figuré sous la direction de Laïla Marrakchi
- Othmane Benzakour, (1985-), producteur de films marocain ayant notamment produit le film Al Massira: La Marche Verte

Domaine sportif
- Khalil Boudraa, (1964-), footballeur marocain et entraineur des FAR
- Younès El Aynaoui, (1971-), joueur de tennis professionnel et ancien champion marocain.
- Lina Qostal (en), (1997-), joueuse de tennis.

## otes et références
1. ↑  Effy Tselikas et Lina Hayoun, Les Lycées français du soleil : Creusets cosmopolites du Maroc, de l'Algérie et de la Tunisie, Paris, Autrement, 2004, 271 p. (ISBN 978-2-7467-0435-0, lire en ligne), p. 27  (consulté le 24 mars 2013)
2. 1 2  Tselikas et Hayoun 2004, p. 38 [lire en ligne] p. 38  (consulté le 24 mars 2013)
3. 1 2  « Agence pour l'Enseignement Français à l'Etranger », sur diplomatie.fr via Wikiwix (consulté le 11 octobre 2023).
4. ↑  [PDF] « Enquête après-bac 2012 », sur lycee-descartes.ac.ma (consulté le 24 mars 2013) 462 sur 471 élèves de terminale..
5. ↑  « Le taux de réussite au baccalauréat 2012 en légère baisse », sur https://www.lemonde.fr, 12 juillet 2012 (consulté le 24 mars 2013).
6. 1 2  Lycées français au Maroc, pépinière d’élite ?, article de Mouna Izddine pour Maroc-Hebdo relayé par http://www.bladi.net/ le 7 avril 2007
7. ↑  Élites maghrébines, élites francophones in Maghreb : des élites entre deux mondes de Pierre Vermeren, professeur à l'Université Panthéon-Sorbonne et ancien enseignant au lycée Descartes de Rabat
8. ↑  Maroc - Le voile interdit au lycée français de Rabat, article de Mamfakinch du 14/04/2012 relayé par http://www.slateafrique.com
9. ↑  Classement 2015 des prépas ECE
10. ↑  Classement 2015 des prépas ECS
11. ↑  Le CIO sur le site officiel du lycée Lyautey
12. ↑  bochel, « Lycee Descartes - Le Desmnu de Descartes au Numad de Madrid, jours 1, 2 et 3 », sur lycee-descartes.ac.ma (consulté le 4 août 2018).
13. ↑  bochel, « Lycee Descartes - 2e édition du DESMNU, près de 200 élèves réunis pour une édition réussie », sur lycee-descartes.ac.ma (consulté le 4 août 2018).
14. ↑  Lycées français au Maroc : Les parents d'élèves face à une nouvelle augmentation des frais, article de SB du 22 décembre 2015 pour La Nouvelle Tribune.
15. ↑  École française au Maroc : Le faible niveau de l'enseignement de l'arabe inquiète les parents, article de Ristel Tchounand du 21 juin 2016 pour http://www.yabiladi.com
16. ↑  Mohammed Benjelloun-Touimi, un authentique humaniste, hommage de Ruth Grosrichard du 09/01/2015 sur Le Huffington Post
17. ↑  CV d'Alain Pasquier, sur le site de l'Académie des Inscriptions et Belles-Lettres
18. ↑  « Décès de Tajeddine Baddou, le « chef d’orchestre » de l’année du Maroc en France », sur Telquel.ma (consulté le 5 avril 2023).
19. ↑  « Biographie de M. Mohamed Sbihi, nouvel ambassadeur de SM le Roi auprès de la République Hellénique et de la République de Chypre | MapNews », sur mapnews.ma (consulté le 9 janvier 2023).
20. ↑  Samir El Ouardighi, « Le lycée Descartes fête ses 50 ans : la soirée d'anniversaire en photos », sur Medias24.com, 19 mai 2014 (consulté le 7 février 2016).
21. ↑  « Amine Ibnolmobarak, 29 ans, #EnMémoire », sur Le Monde.fr (consulté le 4 novembre 2016).
22. ↑  ALFM, « Hajar Azell, romancière de l'entre-deux », sur alfm.fr (consulté le 30 mai 2024).